# 카이탁 공항
카이탁 공항(중국어: 啓德機場, 병음: qǐdé jīchǎng, 영어: Kai Tak Airport, IATA: HKG, ICAO: VHHX)은 1998년 7월 6일까지 쓰였던 홍콩의 국제공항으로, 당시 공식 명칭은 홍콩 국제공항이었다.
1924년에 개장한 비행장에서 출발해 활주로는 하나뿐이었으며, 주변의 고층 건물들과 산, 바다 때문에 착륙하기 매우 어려운 공항으로 악명높았다. 1998년 7월 6일 홍콩의 신공항인 첵랍콕 국제공항이 개항하면서 폐쇄되었으며, 폐쇄 당시까지 일본의 하네다 국제공항과 함께 아시아에서 가장 번화한 국제공항이었다.

## 역사
이 부지는 1922년 구룡 반도 일대에 Ho Kai와 Au Tak이 함께 세운 카이탁 투자회사가 매입한 것이 있었는데, 사업이 실패한 뒤 그 땅을 홍콩 정부가 매입하였다. 카이탁이라는 이름은 여기에서 온 것이다.
카이탁 공항은 1924년에 해리 애봇(Harry Abbott)이 비행장을 세운 것이 시초이며, 그 뒤 영국 공군 등이 사용했다. 제2차 세계 대전 때에는 일본군이 점령하기도 했다.
1954년에 이름을 홍콩 국제공항으로 바꾸고, 바다를 매립해 활주로를 1958년에 2,542 m로, 1975년에 3,390 m로 연장하는 등 공항시설을 확충하였다. 그러나, 활주로가 1개 뿐인 카이탁 공항으로는 경제 성장에 따라 늘어나는 항공 수요를 감당하기에 어렵게 되어 1980년대 말부터 첵랍콕섬에 새로운 공항을 만드는 사업이 추진되었다.
카이탁 공항은 연간 2,400만 명의 여객까지 이용할 수 있도록 설계되었지만, 1996년에 연간 2,950만 명의 여객(당시 세계 3위)과 156만톤의 화물(당시 세계 1위)을 수송하고 있었다. 이 공항은 새로운 홍콩 국제공항이 개항한 1998년 7월 6일에 폐쇄되었다.

## 활주로 13방향 착륙
카이탁 공항 활주로의 13방향 착륙 접근은 곡예에 가까운 조종이 필요해 세계적으로 악명이 높았다.
1. 활주로 13방향에 착륙하기 위해서는 먼저 란터우섬 서쪽에서 기수를 북동쪽으로 낮추어 우회전한다. 그러면 비행기는 복잡한 항구 위를 지나 인구밀도가 높은 구룡의 서부 지역을 지나게 된다. 여기까지는 1974년부터 IGS(ILS의 전신)에 의해 유도되었다.
2. 이후 조종사는 비행기를 활주로와 일직선으로 맞추어 착륙하기 위해서 구룡 자이 공원(九龍仔公園, 영어: Kowloon Tsai Park)에 설치된 유도표지를 기준으로 삼아 활주로로부터 북서쪽으로 약 3.7 km 거리에서 47° 각도로 우회전해야 한다. 이 때의 비행기 고도는 1,000 ft(300 m) 미만이어야 한다.

이 경우 일반적으로 조종사들은 약 650 ft(200 m)의 높이에서 우회전을 시작한 후, 140 ft(43 m)의 높이에서 비행기를 활주로와 일직선으로 맞추어 진입했다.

1998년 폐쇄 직전 카이탁 공항의 지도

활주로 31방향에서는 ILS(계기착륙장치)를 통한 착륙이 가능했지만, 활주로 13방향에서는 위험 요소가 많은 접근 방식 때문에 ILS를 사용할 수 없었고 조종사의 시계(視界)에 의존한 수동 착륙만 가능했다. 그로 인해 활주로 13방향은 시야가 좋지 않을 때는 쓸모가 없었다.
이런 어려운 착륙 때문에 착륙 도중 여객기의 꼬리가 활주로에 부딪히는 테일스트라이크가 일어나기도 했다.

## 폐쇄 후 현재의 모습

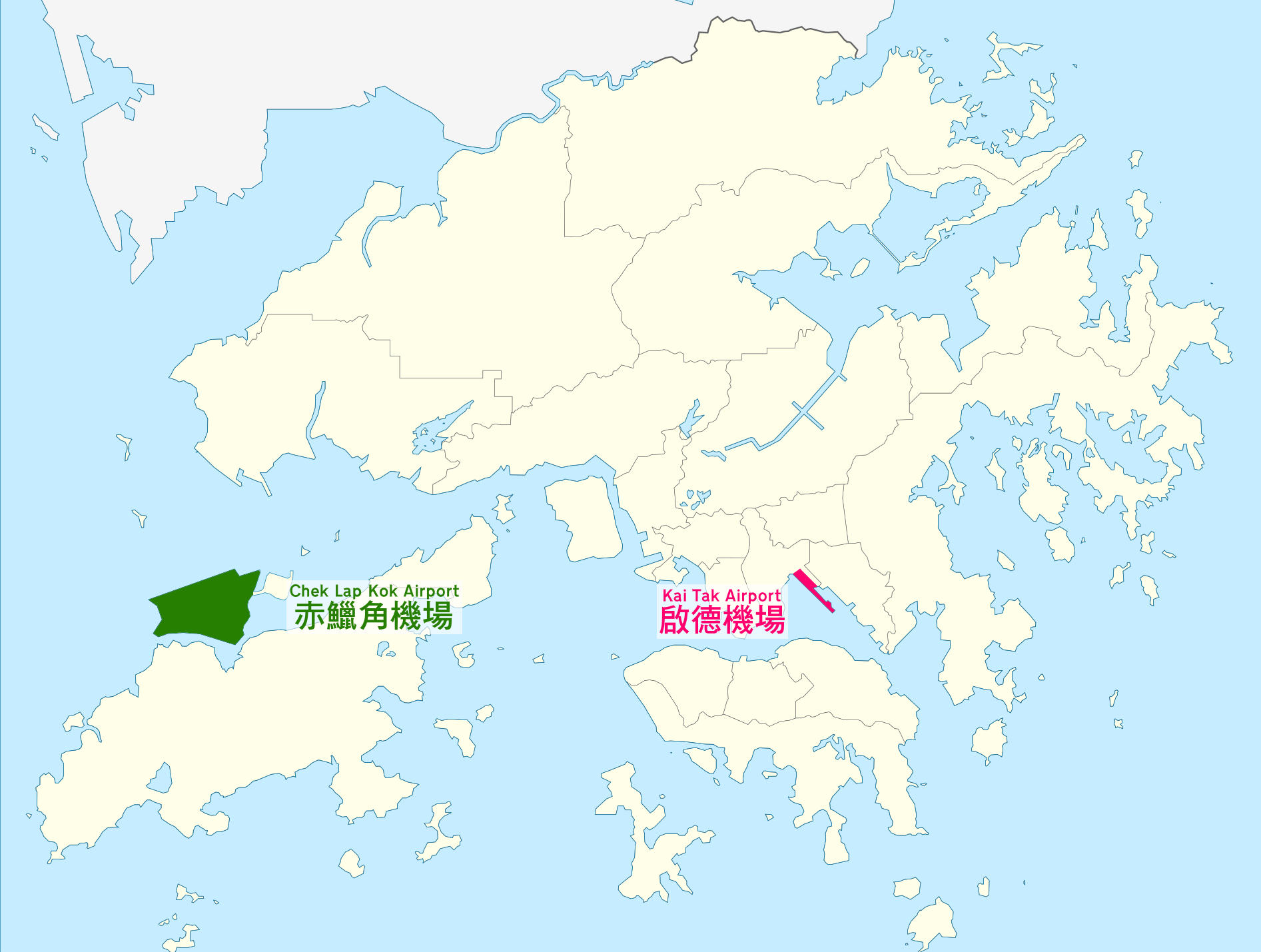
초록색: 홍콩 국제공항</br>분홍색: 카이탁 공항

카이탁 공항이 폐쇄된 후 카이탁 공항의 부지는 10년 가까이 방치되다가, MTR 그룹과 선홍카이 그룹이 2010년 이후 공동으로 옛 공항 청사와 주차장 등의 부지를 공항 인근 저개발 지역의 부지와 묶어 주상복합 아파트 등 대단위 주거 단지로 개발 중에 있다.
주룽반도에서 작은 반도처럼 튀어나온 카이탁 공항의 옛 활주로 부지는 2009년 말 대형 여객선 터미널 부지로 활용하기로 결정되었고, 2013년 6월 12일에 카이탁 크루즈 터미널(Kaitak Cruise Terminal)이 개장하였다. 카이탁 크루즈터미널은 홍콩의 조명 쇼인 심포니 오브 라이트에도 참여한다.
그 밖에 학교, 정부 청사 등과 홍콩 지하철(MRT)의 새로 생길 노선 중 하나인 동서복도(東西走廊, East West Corridor)의 역인 '카이탁 역'이 2019년에 들어설 예정이다.

## 과거의 운항 노선
| 항공사                   | 도착지 |
| ------------------------ | --- |
| 캐세이퍼시픽 항공        | 나고야(코마키), 뉴욕(JFK), 덴파사르, 도쿄(나리타), 도쿄(하네다), 런던(히드로), 로마 (레오나르도 다 빈치), 로스앤젤레스, 마나마, 마닐라, 멜버른, 방콕(돈므앙), 밴쿠버, 베이징(수도), 브리즈번, 삿포로, 상하이(홍차오), 서울(김포), 세부, 싱가포르(창이), 싱가포르(파야 레바르), 시드니, 암스테르담, 애들레이드, 앵커리지, 오사카(간사이), 오사카(이타미), 오클랜드, 요하네스버그, 자카르타(수카르노 하타), 자카르타(케마요란), 취리히, 케언스, 쿠알라룸푸르(수방), 타이페이(쑹산), 타이페이(타오위안), 파리(샤를 드 골), 파리(오를리), 퍼스, 페낭, 포트모르즈비, 프랑크푸르트, 후쿠오카 |
| 드래곤에어               | 가오슝, 구이린, 난징(다자오창), 난징(루커우), 닝보, 다롄, 다카, 베이징(수도), 상하이(홍차오), 샤먼, 센다이, 시안, 창사, 청두, 충칭, 칭다오, 코타키나발루, 쿠칭, 쿤밍(우자바), 톈진, 푸켓, 프놈펜, 하이커우, 항저우, 히로시마 |
| 대한항공                 | 서울(김포), 부산, 타이페이(타오위안) |
| 아시아나항공             | 서울(김포) |
| 중국민용항공국           | 베이징(수도), 광저우, 상하이(롱화), 상하이(홍차오), 시안(셴양), 시안(시관), 청두, 쿤밍(우자바), 톈진, 항저우 |
| 중국국제항공             | 베이징(수도), 다롄, 선양, 타이위안, 톈진 |
| 중국남방항공             | 베이징(수도), 광저우, 산터우, 샤먼, 정저우, 제양, 쿤밍(우자바) |
| 중국남서항공             | 청두, 충칭(바이시), 충칭(장베이) |
| 중국동방항공             | 닝보, 상하이(홍차오), 푸저우, 항저우 |
| 중국북방항공             | 싼야, 선양, 창춘(다팡셴), 하얼빈 |
| 중국북서항공             | 선양(셴양), 선양(시관) |
| 상하이 항공              | 상하이(훙차오) |
| 샤먼 항공                | 샤먼, 우이산, 취안저우, 푸저우 |
| 중화항공                 | 타이페이(쑹산), 타이페이(타오위안), 가오슝, 방콕(돈므앙), 자카르타(수카르노 하타), 자카르타(케마요란), 쿠알라룸푸르(수방), 싱가포르(창이), 싱가포르(파야 레바르) |
| 만다린 항공              | 타이페이(타오위안) |
| 에바 항공                | 타이페이(타오위안) |
| 일본항공                 | 도쿄(나리타), 도쿄(하네다), 가고시마, 나고야(코마키), 방콕(돈므앙), 싱가포르(창이), 싱가포르 (파야 레바르), 오사카(간사이), 오사카(이타미), 오키나와, 후쿠오카 |
| 일본 아시아 항공         | 가오슝, 타이페이(타오위안) |
| 일본제국항공             | 광저우, 타이페이(쑹산) |
| 전일본공수               | 도쿄(나리타) |
| 에어 베트남              | 사이공 |
| 베트남 항공              | 하노이, 사이공 |
| 말레이시아 항공          | 쿠알라룸푸르(수방), 코타키나발루, 타이페이(쑹산), 타이페이(타오위안), 페낭 |
| 말레이시아 싱가포르 항공 | 싱가포르(파야 레바르), 쿠알라룸푸르(수방) |
| 싱가포르 항공            | 싱가포르(창이), 싱가포르 (파야 레바르), 방콕(돈므앙), 샌프란시스코, 타이페이(쑹산), 타이페이(타오위안), 호놀룰루, |
| 로열 브루나이 항공       | 반다르스리브가완 |
| 가루다 인도네시아 항공   | 자카르타(수카르노 하타), 자카르타(케마요란), |
| 로열 에어 캄보디아       | 프놈펜 |
| 타이 항공                | 방콕(돈므앙), 서을(김포), 타이페이(쏭산), 타이페이(타오위안) |
| 에어 시암                | 방콕(돈므앙) |
| 필리핀 항공              | 마닐라, 세부 |
| 그랜드 에어              | 마닐라, 수빅베이 |
| 로열 네팔 항공           | 카트만두 |
| 비만 방글라데시 항공     | 다카 |
| 에어 인디아              | 델리, 도쿄(나리타), 도쿄(하네다), 방콕(돈므앙), 오사카(간사이), 오사카(이타미) |
| 걸프 에어                | 마나마, 아부다비 |
| 에미레이트 항공          | 두바이, 마닐라, 방콕(돈므앙) |
| 엘알 이스라엘 항공       | 텔아비브, 타슈켄트 |
| 카타르 항공              | 도하 |
| 파키스탄 국제항공        | 카라치 |
| 남아프리카 항공          | 방콕(돈므앙), 요하네스버그 |
| 에어 모리셔스            | 포트루이스 |
| 영국항공                 | 런던(히드로), 도쿄(나리타), 도쿄(하네다), 마나마, 마닐라, 뭄바이, 방콕(돈므앙), 아부다비, 콜롬보(라트말라나) |
| 영국 아시아 항공         | 런던(히드로), 타이페이(타오위안), |
| 영국해외항공             | 다윈, 델리, 도쿄 (하네다), 마닐라, 뭄바이, 방콕(돈므앙), 상하이(홍차오), 싱가포르(파야 레바르), 이와쿠니, 카라치, 콜카타 |
| 버진 애틀랜틱            | 런던(히드로) |
| 브리티시 칼레도니안 항공 | 런던(개트윅), 두바이 |
| 제국항공                 | 잔장, 페낭 |
| 에어 프랑스              | 마닐라, 뭄바이, 방콕(돈므앙), 타이페이(쏭산), 타이페이(타오위안), 파리(샤를 드 골), 파리(오를리) |
| 에어 프랑스 아시아       | 오사카(이타미), 타이페이(타오위안), 파리(샤를 드 골) |
| 루프트한자               | 도쿄(나리타), 방콕(돈므앙), 카라치, 프랑크푸르트 |
| KLM                      | 암스테르담 |
| 마르틴 에어              | 암스테르담 |
| 스위스 항공              | 뭄바이, 방콕(돈므앙), 취리히, 카라치 |
| 라우다 항공              | 빈, 방콕(돈므앙) |
| 알리탈리아               | 로마(레오나르도 다 빈치), 도쿄(나리타), 방콕(돈므앙) |
| 아에로플로트             | 모스크바(도모데도보), 모스크바(셰레메티예보) |
| 트랜스아에로 항공        | 모스크바(도모데도보), 상트페테르부르크 |
| 스칸디나비아 항공        | 코펜하겐 |
| 노스웨스트 항공          | 도쿄(나리타), 도쿄(하네다), 미니애폴리스(세인트폴), 서울(김포), 시애틀(타코마) |
| 델타 항공                | 로스앤젤레스 |
| 유나이티드 항공          | 델리, 도쿄(나리타), 로스앤젤레스, 방콕(돈므앙), 샌프란시스코, 시카고(오헤어), 싱가포르(창이), 시애틀(터코마) |
| 콘티넨탈 미크로네시아    | 괌, 사이판 |
| 팬아메리칸 월드 항공     | 뉴욕(JFK), 덴파사르, 도쿄(나리타), 도쿄(하네다), 런던(히드로), 로스앤젤레스, 마나마, 뭄바이, 방콕(돈므앙), 상하이(홍차오), 샌프란시스코, 싱가포르(창이), 싱가포르 (파야 레바르), 이스탄불(아타튀르크), 카라치, 프랑크푸르트 |
| 에어 캐나다              | 밴쿠버 |
| 캐나디안 항공            | 마닐라, 방콕(돈므앙), 밴쿠버, |
| 캐나디안 퍼시픽 항공     | 도쿄(하네다), 밴쿠버 |
| 바리그 항공              | 리우데자네이루, 방콕(돈므앙), 상파울루, 요하네스버그 |
| 콴타스 항공              | 마닐라, 멜버른, 방콕(돈므앙), 브리즈번, 시드니 |
| 안셋 오스트레일리아      | 시드니 |
| 에어 뉴질랜드            | 오클랜드 |
| 나우루 항공              | 나우루 |
| 에어 뉴기니              | 마닐라, 포트모르즈비 |

## 사건 및 사고
- 1947년 1월 25일 필리핀 항공 DC-3 항공기가 파커산을 들이받아 승무원 4명이 사망했다.
- 1948년 12월 21일, 중국 국립 항공 더글러스 DC-4가 구름 사이로 하강 후 바잘트 섬을 강타하여 35명이 사망했다.
- 1949년 2월 24일, 캐세이퍼시픽 더글러스 DC-3기가 시야가 좋지 않은 곳에서 접근하는 것을 중단하고 주변을 돌려고 시도하다가 브레이마 저수지 근처의 산비탈로 추락하여 탑승한 23명 전원이 사망했다.
- 1951년 3월 11일, 홍콩섬 버틀러산과 파커산 사이의 언덕에 이륙한 태평양 해외 항공 더글러스 DC-4가 추락했다. 항공기 기장은 출발 후 좌회전 작전을 수행하지 못한 것으로 알려졌으며 24명이 사망했다.
- 1951년 4월 9일, 시아메세 항공 더글러스 DC-3이 야간 시각적 접근을 시도하다가 차례를 놓쳤다. 기장은 고속 회전을 시도하던 중 속도를 줄인 것으로 알려졌으며 16명이 사망했다.
- 1961년 4월 19일 대만으로 향하는 미군 더글러스 DC-3(C-47 스카이트레인)가 이륙 후 파커산과 충돌하여 탑승한 16명 중 15명이 사망했다.
- 1965년 8월 24일, 미국 해병대 C-130 헤라클레스가 13번 활주로에서 이륙한 직후 추락하여 탑승자 71명 중 59명이 사망했다. 이것은 카이탁에서 가장 치명적인 사고였다.
- 1967년 6월 30일, 타이 항공 수드 애비션 SE-210 카라벨레 III가 폭우 중에 착륙을 시도하던 중 빅토리아 항구에 추락했다.
- 1977년 9월 2일, 트랜스메리드 항공 카고 캐나다에어 CL-44기는 이륙 직후 불이 난 타통 해협에 추락했다. 4번 엔진은 고장이 났다고 전해져 엔진과 항공기 연료계통에 내부 화재가 발생해 결국 대형 외부 화재가 발생하여 4명이 사망했다.
- 1978년 3월 9일, 중화항공 보잉 737-200이 납치되었다. 납치범(비행기 조종사)은 중국 본토로 데려가 줄 것을 요구했다[11]. 납치범은 하루도 채 안 돼 숨졌다.
- 1980년 2월 7일, 중화항공 보잉 747-200기가 타이베이에서 카이탁 공항으로 착륙하던 중 테일스트라이크가 발생했다.
- 1983년 10월 18일, 루프트한자 보잉 747 화물기는 2번 엔진이 고장 난 후 이륙을 포기했는데, V1을 초과하는 속도를 초과하여 활주로를 연약지대로 넘어뜨려 심한 손상을 입었다. 탑승한 세 명의 승무원은 경미한 부상만 입었다.
- 1988년 8월 31일, 중국민항 605편 호커 시들리 트라이던트의 오른쪽 바깥쪽 플랩이 비와 안개 속에 착륙하던 중 31번 활주로의 접근등을 명중시켰다. 이어 오른쪽 주 착륙 기어가 입술에 부딪혀 쓰러지면서 항공기가 활주로를 이탈해 항구로 미끄러졌으며 7명이 사망했다.
- 1993년 11월 4일, 중화항공 605편 보잉 747-400기가 태풍 중 착륙 중 활주로에 오버런을 했다. 그 당시 바람은 세차게 불고 있었고, 비행기의 불안정한 접근에도 불구하고 기장은 돌아가지 않았다. 활주로를 2/3 이상 내려갔고 활주로가 끝나기 전에 멈출 수 없었다. 비록 항공기가 활주로 끝을 넘어 물에 잠겼지만 396명의 승객과 승무원 중 부상자는 23명에 불과했다.
- 1994년 9월 23일, 헤비리프트 화물 항공 록히드 L-100-30 헤라클레스는 13번 활주로에서 이륙한 직후 통제력을 잃었다. 프로펠러 중 한 개의 피치 조절 시스템이 고장 난 것으로 알려졌으며 6명이 사망했다.

## 같이 보기
- 홍콩 국제공항 (첵랍콕 국제공항)
- 카이탁 활주로 공원
- 카이탁 크루즈 터미널